# ONEデザインズ
ONEデザインズ株式会社（わんでざいんず、英: ONE DESIGNS Co.,Ltd.）は東京都港区新橋に本社を置く、マンションモデルルームを中心に、生活にまつわる空間すべてをデザインする会社。提供するサービスは「マンションギャラリー設計・施工」「ファニチャーレンタル」「インテリアコーディネート」「インテリアオプション・設計変更」。マンション販売から完成、引き渡しまで、モデルルームに関するすべての案件をワンストップで、「Designの力」で解決する。このノウハウを生かし、在住外国人向けに「デザイン＆リノベーション」のサービスも行う。
３社（株式会社ミラノ、コーユーレンティア株式会社、株式会社ワーク・ステーション）のインテリア事業を統合し2014年4月1日に誕生した。

## 展開ブランド
ONE'SD（わんずでぃー）はマンションギャラリーのワンストップ・サービス事業を展開するブランド。
用地斡旋にはじまり設計・施工、ファニチャーレンタル、インテリアコーディネート、インテリアオプション・設計変更販売、解体に至るすべてをワンストップで対応。
近年は、ホテルや在住外国人向けにデザイン＆リノベーション、販売も行う。

## 沿革
- 1972年（昭和47年）- 株式会社ミラノ設立
- 1999年（昭和60年）- 株式会社ワーク・ステーション設立
- 2014年（平成26年）- ONEデザインズ株式会社設立

【株式会社ミラノ、コーユーレンティア株式会社（インテリア部門）、株式会社ワーク・ステーションを統合】
- 2015年（平成27年）- イタリアにミラノオフィスを開設
- 2016年（平成28年）- 名古屋市に中部グループを開設
- 2019年（平成31年）- 福岡市に九州グループを開設

## ONEデザインズの事業内容
- モデルルームの建設・販売センターの企画・設計・施工
- インテリアコーディネイト、リフォーム、インテリアデザイン全般
- モデルルームの家具・オフィス家具のレンタル
- インテリアオプション商品の販売、マンション建築オプション、設計変更対応
- インテリア商品建材の輸出入
- 不動産の仲介・斡旋業務
- 外国人向けリノベーション・イノベーション
- ホテル向けFF&E業務
- 商業施設デザイン・設計施工業務

## 企業理念（レンティアグループ）
レンティアグループは　顧客を創造し　社業発展　進歩を図り　社会に貢献する

## 経営理念
デザインの力で　輝ける社会へと変えていく　
　～Amazing design for your life～

## 登録
- 一級建築士設計事務所　東京都知事登録第48389号
- 建設業許可業者登録　東京都知事許可（特-25）第136391号
- 宅地建物取引業者　東京都知事（2）第92955号
- 一般派遣業　厚生労働大臣許可　派13-305524
- 医療機器　販売業・貸与業 27港み生機器第292号
- 古物商 許可　東京公安委員会許可　第301081606079号
- インテリア商品建材の輸出入
- 不動産仲介・斡旋業務

## 事業所

### 関西グループ
〒530-0057 大阪府大阪市北区曽根崎2-5-10 梅田パシフィックビルディング 3F

### 中部グループ
〒460-0012 愛知県名古屋市中区千代田4-14-24　

### 九州グループ
〒812-0016 福岡県福岡市博多区博多駅南1-6-22 メナード福岡ビル6F　

### インテリアデポ（配送センター）
〒135-0042 東京都江東区木場2-13-20

### Milano Office（Representative Office）
Via Nino Bixio 17 Milano、20129 Italia